# Göksby
Göksby är en by i Tegelsmora socken i Tierps kommun, norra Uppland.
Göksby ligger längs länsväg C 734 cirka 8 kilometer norr om Tobo. Byn består av enfamiljshus samt bondgårdar. 
I byn bodde under flera år författaren Sven Nordqvist, som skrivit bland annat böckerna om gubben Pettson och katten Findus. Familjen flyttade sedermera till Stockholm efter att barnen blivit stora.
Byn omtalas första gången 1540, och då fanns här 3 mantal skatte.